# Like-a-Fishhook Village
Like-a-Fishhook Village var en indiansk bosättning, ibland även kallad Fort Berthold, belägen vid Knife Rivers utflöde i Missourifloden i vad som idag är centrala North Dakota. 
Bosättningen anlades av Hidatsa som flyttade dit 1845, sedan deras befolkning drastiskt minskat i smittkoppsepidemin 1837. Strax därefter flyttade även mandanerna dit. Omkring 1862 övergav också Arikara sin tidigare bosättning vid Fort Clark och förenade sig med de två andra folken i Like-a-Fishhook Village. Ungefär samtidigt som Hidatsa började bygga sin by, anlades ett handelsfaktori, Fort Berthold på platsen. I slutet av 1880-talet övergavs Like-a-Fishhook Village, då den amerikanska indianbyrån tvingade indianerna att flytta ut på prärien som småbrukare.
På grund av ett vattenkraftsprojekt i Missourifloden är platsen för Like-a-Fishhook Village sedan 1956 under vatten, översvämmad av den konstgjorda sjön Lake Sakakawea. Innan området överdämndes genomfördes fleråriga exploateringsundersökning.